# دوآ لیپا (ترانه)
«دوآ لیپا» (انگلیسی: Dua Lipa) ترانه‌ای از رپر آمریکایی جک هارلو است برای دومین آلبوم استودیوی او با عنوان به خانه برگرد، بچه‌ها دلتنگت هستند (۲۰۲۲) است. نام این ترانه برگرفته از خوانندهٔ انگلیسی آلبانیایی دوآ لیپا است.

## پیش‌زمینه
جک هارلو در مصاحبه‌ای با برنامه د برک‌فست کلاب عنوان کرد که پیش از انتشار ترانه از طریق تماس ویدئویی در فیس‌تایم با دوآ لیپا تماس گرفته و اجازهٔ او را برای انتشار ترانه خواسته است. او ترانه را برای لیپا پخش کرده و گفته اگر او موافقت نمی‌کرد، ترانه را منتشر نمی‌کرد. به گفتهٔ هارلو: «اما او گفت، «خب، این آهنگ من نیست، فکر می‌کنم اشکالی نداره.» یه جورایی غافلگیر شده بود و فقط گذاشت بگذره.» او همچنین افزود که گفت‌وگوهایش با لیپا پس از آن «کمتر ناخوشایند» بوده‌اند.
این ترانه چند روز پیش از انتشار رسمی در ۶ مه ۲۰۲۲، به عنوان یکی از قطعه‌های آلبوم به خانه برگرد، بچه‌ها دلتنگت هستند معرفی شده بود.

## جدول‌های موسیقی
| جدول (۲۰۲۲)                                         | بالاترین جایگاه |
| --------------------------------------------------- | --------------- |
| استرالیا (ای‌آرآی‌ای)                                 | ۱۳              |
| کانادا (۱۰۰ تک‌آهنگ داغ کانادا)                      | ۱۳              |
| دانمارک (ترک‌لیسن)                                   | ۲۹              |
| ۲۰۰ آهنگ جهانی (بیلبورد)                            | ۳۱              |
| ایسلند (Tónlistinn)                                 | ۱۹              |
| ایرلند (ایرما)                                      | ۲۰              |
| نیوزیلند (ریکوردد میوزیک ان‌زد)                      | ۱۱              |
| نروژ (وی‌جی-لیستا)                                   | ۳۱              |
| پرتغال (ای‌اف‌پی)                                     | ۷۹              |
| ۱۵                                                  |                 |
| سوئد (فهرست برترین‌های سوئد)                         | ۵۶              |
| سوئیس (شوایزر هیت‌پاراد)                             | ۵۹              |
| تک‌آهنگ‌های بریتانیا (اوسی‌سی)                         | ۳۳              |
| بیلبورد هات ۱۰۰ ایالات متحده                        | ۲۱              |
| ترانه‌های داغ آراندبی/هیپ-هاپ ایالات متحده (بیلبورد) | ۸               |

## گواهی‌نامه‌ها
| منطقه                                   | گواهی | واحد گواهی‌شده/فروش |
| --------------------------------------- | ----- | ------------------ |
| نیوزیلند (آرآی‌ای‌ان‌زد)                   | Gold  | ۱۵٬۰۰۰             |
| ایالات متحده (آرآی‌ای‌ای)                 | Gold  | ۵۰۰٬۰۰۰            |
| رقم فروش+پخش جاری تنها بر پایهٔ گواهی‌ها. |       |                    |